# Lijst van personen uit Melbourne
Deze chronologische lijst van personen uit Melbourne bevat mensen die in deze Australische stad zijn geboren en een artikel hebben in de Nederlandstalige Wikipedia.

## Voor 1900

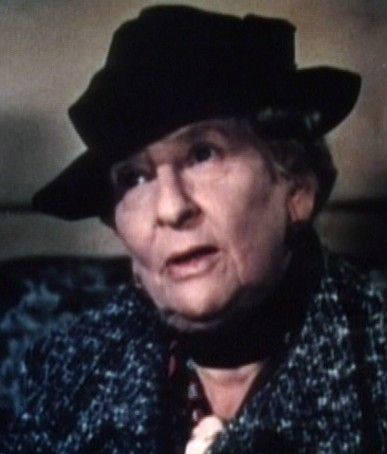
Actrice May Robson (1858-1942)

- Ellis Rowan (1848–1922), kunstenares en botanisch illustratrice
- David Bruce (1855-1931), legerchirurg en microbioloog
- Frederick McCubbin (1855–1917), kunstschilder
- Alfred John North (1855–1917), ornitholoog
- Alfred Deakin (1856–1919), politicus
- May Robson (1858-1942), actrice
- Alfred Hill (1869–1960), componist, violist, dirigent en muziekpedagoog
- Rupert Bunny (1864–1947), kunstschilder
- Giuseppe Garibaldi II (1879–1950), Italiaans militair
- Stanley Bruce (1883–1967), politicus; de 8e premier van Australië
- Victor Gurney Logan Van Someren (1886–1976), Britse ornitholoog en entomoloog
- Daniel Carroll (1887–1956), rugbyspeler
- Jackie Clark (1887–1958), wielrenner
- Ian Fleming (1888–1969), acteur
- Harry Hawker (1889-1921), vliegtuigontwerper en testpiloot
- Mae Busch (1891–1946), actrice
- Daphne Pollard (1892–1978), actrice
- Bernard Rubin (1896–1936), autocoureur en piloot

## 1900–1919
- John Eccles (1903-1997), neurofysioloog en Nobelprijswinnaar (1963)
- Elisabeth Murdoch (1909-2012), filantrope
- John Gorton (1911-2002), 19e premier van Australië
- Morris West (1916–1999), schrijver
- Gough Whitlam (1916–2014), politicus van de Australian Labor Party
- Nancye Wynne-Bolton (1916–2001), tennisspeelster
- Bill Slater (1917–2016), biochemicus
- Zelman Cowen (1919–2011), politicus

## 1920–1929
- Tony Gaze (1920-2013), autocoureur
- Ivan Southall (1921–2008), auteur
- Ken Kavanagh (1923–2019), motorcoureur
- Joseph Eric D’Arcy (1924–2005), rooms-katholiek aartsbisschop
- Lenton Parr (1924–2003), beeldhouwer
- David Armstrong (1926–2014), filosoof
- Anthony Coburn (1927-1977), televisieproducent, scenarioschrijver en regisseur
- Leonard French (1928–2017), schilder en glaskunstenaar
- Norma Redpath (1928–2013), schilder en beeldhouwer
- Paul England (1929-2014), autocoureur
- Clement Meadmore (1929–2005), Australisch-Amerikaanse beeldhouwer
- Peter Thomson (1929-2018), golfer

## 1930–1939
- Diane Holland (1930–2009), actrice
- Ian Browne (1931-2023), wielrenner
- Keith Campbell (1931–1958), motorcoureur
- Max Collie (1931–2018), jazzzanger, -trombonist en orkestleider van de dixieland-jazz
- Rupert Murdoch (1931), mediamagnaat
- Neale Fraser (1933-2024), tennisspeler
- Barry Humphries (1934-2023), acteur, komiek en schrijver
- Graham Kennedy (1934-2005), radio-, televisiepresentator, komiek en filmacteur
- Ron Clarke (1937-2015), atleet
- Paul Hawkins (1937–1969), Formule 1-coureur
- Judy Tegart (1937), tennisspeelster
- Daevid Allen (1938-2015), musicus
- Ian Smith (1938), acteur en scenarioschrijver
- Germaine Greer (1939), literatuurwetenschapper, publiciste en feministe

## 1940–1949

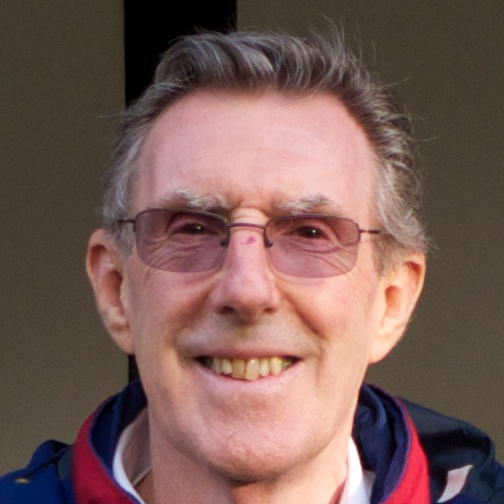
Wiskundige John Stillwell (1942)

- Ruth F. Curtain (1941–2018), wiskundige
- Sheila Fitzpatrick (1941), geschiedkundige
- Helen Reddy (1941-2020), zangeres en actrice
- John Williams (1941), gitarist
- Peter Norman (1942-2006), atleet
- John Stillwell (1942), wiskundige
- Bruce Woodley (1942), singer-songwriter en muzikant
- Owen Davidson (1943-2023), tennisser
- Daryl Perkins (1943), baanwielrenner
- Gareth Evans (1944), politicus
- John Gollings (1944), fotograaf, gespecialiseerd in architectuurfotografie
- Ralph Doubell (1945), atleet
- Graeme Gilmore (1945), baanwielrenner
- Alan Jones (1946), autocoureur
- Peter Singer (1946), filosoof
- Angry Anderson (1947), rockzanger
- David Helfgott (1947), pianist
- Normie Rowe (1947), zanger
- Bob Shearer (1948-2022), golfer en golfbaanarchitect
- Steve Duke sr. (1949), darter
- Russell Hitchcock (1949), rockmuzikant

## 1950–1959
- John Marsden (1950-2024), schrijver
- Rhonda Byrne (1951), scenarioschrijfster, producente van radio- en televisieprogramma's en schrijfster van boeken
- Anthony Pryor (1951-1991), beeldhouwer
- Samantha Sang (1951), zangeres
- Geoffrey Bartlett (1952), beeldhouwer
- Brenton Broadstock (1952), componist, historicus en muziekpedagoog
- Wendy Hughes (1952-2014), actrice
- Greg Ham (1953-2012), songwriter, acteur, muzikant Men at Work
- Steve Cooney (1953), folk en rockmuzikant en producer
- Russell Mulcahy (1953), filmregisseur en videoclipregisseur
- Paul McNamee (1954), tennisser
- Phil Rudd (1954), drummer AC/DC
- Edward Duyker (1955), schrijver en historicus
- Mark Evans (1956), bassist AC/DC
- Tim Flannery (1956), zoogdierkundige, paleontoloog, milieukundige en milieu-activist
- Robert de Castella (1957), atleet
- Peter Antonie (1958), roeier
- Colin Batch (1958), hockeyspeler
- Ron Mueck (1958), beeldhouwer
- Paul Hester (1959-2005), drummer van Split Enz en Crowded House

## 1960–1969

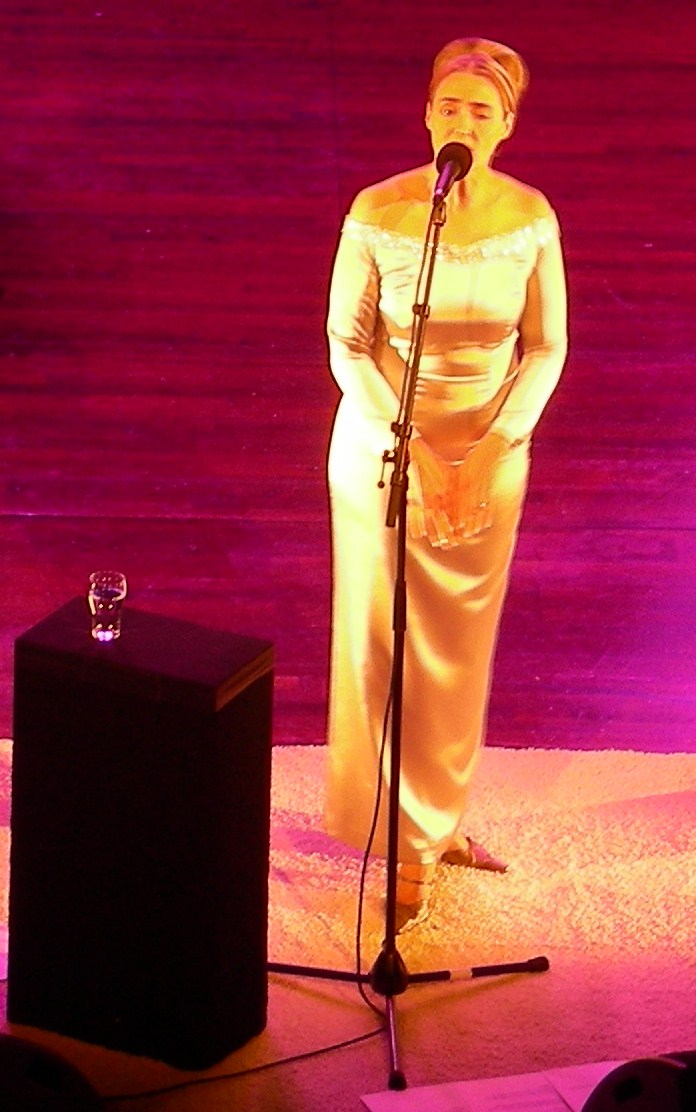
Zangeres Lisa Gerrard (1961)

- Jocelyn Moorhouse (1960), filmmaker en auteur
- Lisa Gerrard (1961), zangeres (Dead Can Dance)
- Andy Griffiths (1961), schrijver
- Michael Balzary (1962), bassist Red Hot Chili Peppers
- Steve Irwin (1962-2006), natuuronderzoeker en documentairemaker
- Johnny Klimek (1962), muzikant, muziekproducent en componist
- Anne Minter (1963), tennisspeelster
- Donna Williams (1963–2017), auteur, artieste, zangeres, scriptschrijver en beeldhouwster
- Andrew Cooper (1964), roeier
- Mike McKay (1964), roeier
- John Pyper-Ferguson (1964), Canadees acteur
- Pat Cash (1965), tennisser
- Tony Dorigo (1965), Engels voetballer
- Costas Mandylor (1965), Australische acteur van Griekse afkomst en voormalig voetballer
- Louis Mandylor (1966), Australische acteur van Griekse afkomst
- Gary Neiwand (1966), baanwielrenner
- Tina Arena (1967), zangeres
- Nick Green (1967), roeier
- Eric Bana (1968), acteur
- Jason Donovan (1968), zanger, (musical)acteur
- Rachel Griffiths (1968), actrice
- Sonya Hartnett (1968), schrijver van kinderboeken
- Kylie Minogue (1968), zangeres en actrice
- Jay Stacy (1968), hockeyer
- Cate Blanchett (1969), actrice
- Nicole Bradtke (1969), tennisspeelster
- Trudi Canavan (1969), schrijfster van fantasyboeken
- Bill Granger (1969-2023), kok, ondernemer en schrijver
- Kirstie Marshall (1969), freestyleskiester
- Ben Mendelsohn (1969), acteur
- Andrew Murphy (1969), atleet

## 1970–1979
- Bridie Carter (1970), actrice

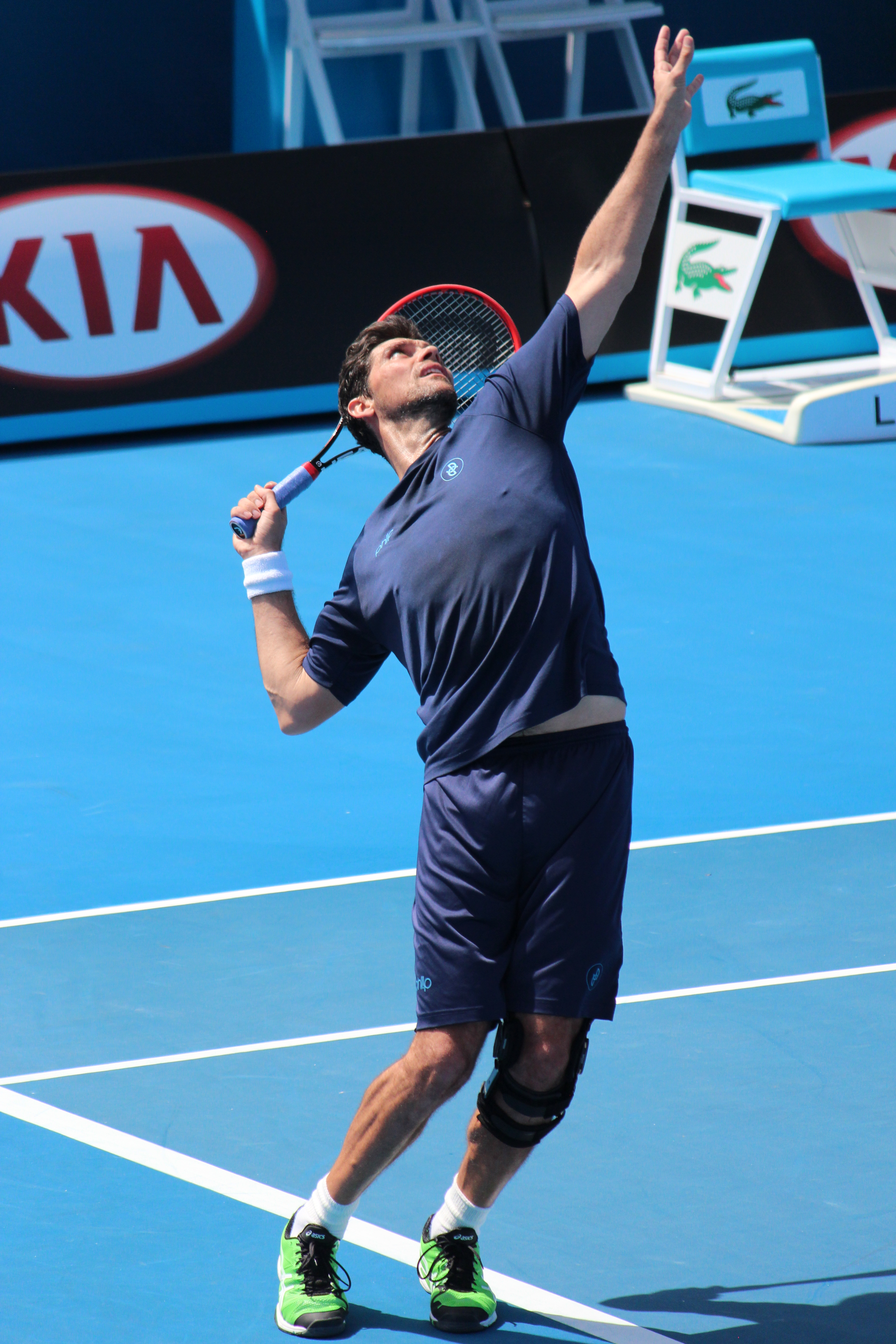
Tennisser Mark Philippoussis (1976)

- Colin Edwin (1970), van 1993 tot 2009 de bassist van de Britse progressieve rock band Porcupine Tree
- Andrew Florent (1970–2016), tennisspeler
- Claire Mitchell-Taverner (1970), hockeyster
- Danni Roche (1970), hockeyster
- Robert Allenby (1971), golfprofessional
- Matt Day (1971), acteur en filmmaker
- Josh Frydenberg (1971), politicus
- Jane Hall (1971), actrice
- Anna Millward (1971), wielrenner
- Dannii Minogue (1971), zangeres en actrice
- Sasa Ilic (1972), voetballer
- Paul Leyden (1972), acteur, filmregisseur, filmproducent en scenarioschrijver
- Brad Patton (1972), homoseksuele pornoacteur
- Brett Tucker (1972), acteur
- Carla Bonner (1973), actrice
- Jacqui Cooper (1973), freestyleskiester
- Frank Jurić (1973), voetballer
- Tom King (1973), zeiler
- Radha Mitchell (1973), actrice
- Alisa Camplin (1974), freestyleskiër
- Michael Valkanis (1974), voetbalcoach en voetballer
- Adam Basil (1975), atleet
- Chris Cheney (1975), gitarist en zanger van The Living End
- Greig Fraser (1975), cameraman
- Katie Mactier (1975), wielrenster
- Scott Major (1975), acteur
- Scott Owen (1975), contrabassist
- Mark Viduka (1975), voetballer
- Mal Cuming (1976), darter
- David Lyons (1976), acteur
- Mark Philippoussis (1976), tennisser
- Matt Welsh (1976), zwemmer
- Paul Hanley (1977), tennisspeler
- Quinten Hann (1977), pool- en snookerspeler
- Peter Robertson (1977), triatleet
- Sullivan Stapleton (1977), acteur
- Simon Thompson (1977), triatleet
- Leigh Whannell (1977), acteur, scenarioschrijver, producent en regisseur
- Matthew Wilson (1977), wielrenner
- Daniel Allsopp (1978), voetballer
- Clemens Arnold (1978), Duits hockeyer
- Simon Colosimo (1978), voetballer
- Mahe Drysdale (1978), Nieuw-Zeelands roeier
- Tamsyn Lewis (1978), atlete
- Peter Zoïs (1978), voetballer
- Brody Dalle (1979), zangeres, songwriter en gitariste van de punkband The Distillers
- Luke Doerner (1979), hockeyer
- Danielle de Niese (1979), sopraan
- Saša Ognenovski (1979), voetballer
- Jesse Spencer (1979), acteur
- Anna Torv (1979), actrice

## 1980–1989

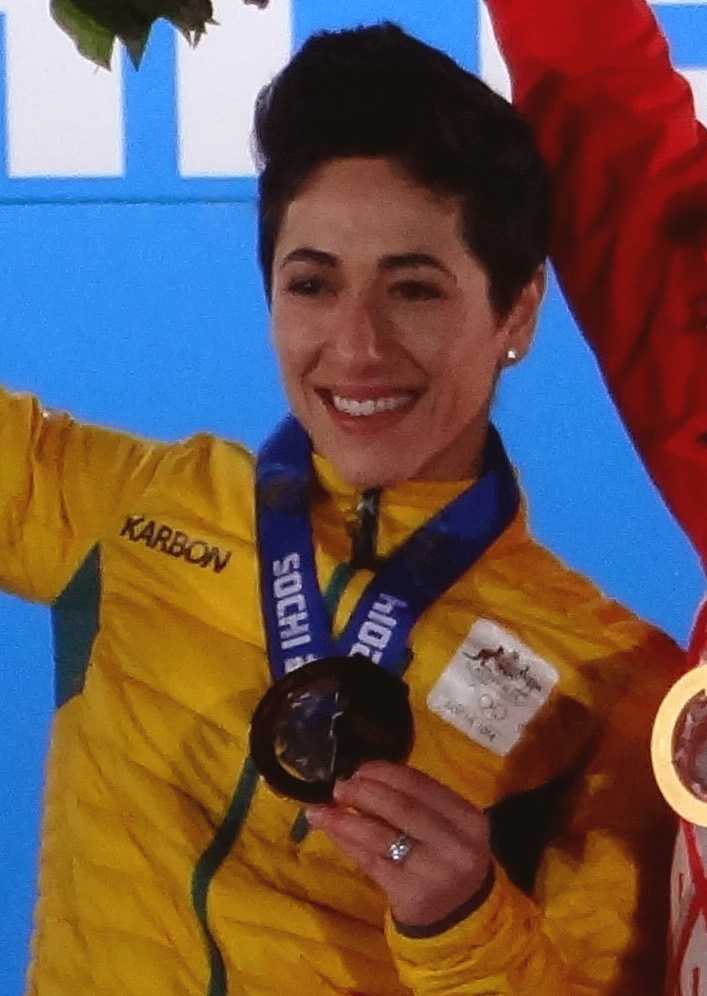
Freestyleskiester Lydia Lassila (1982)

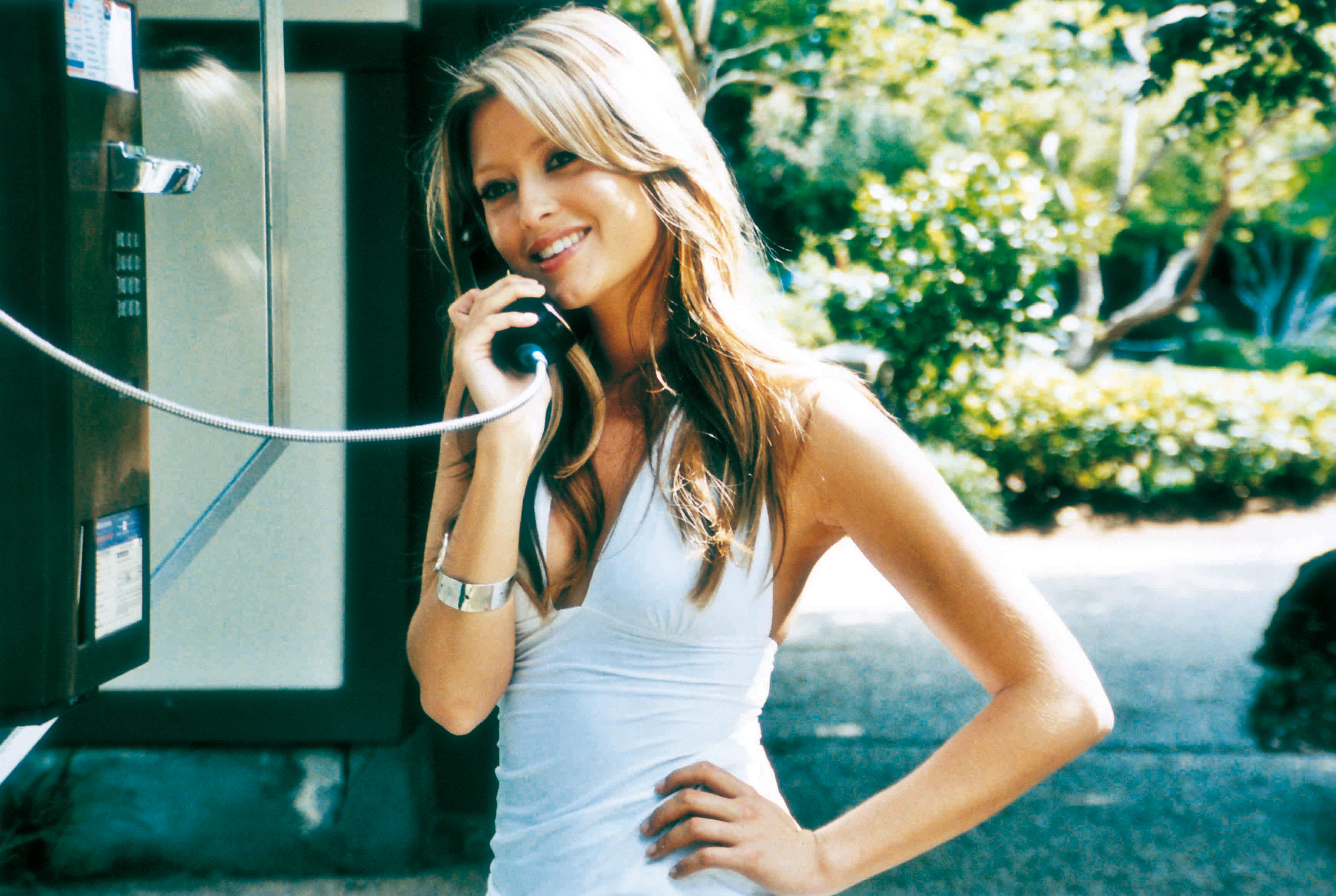
Actrice Holly Valance (1983)

- Marco Bresciano (1980), voetballer
- Simon Gerrans (1980), wielrenner
- Luke Hemsworth (1980), acteur
- Amy Mathews (1980), actrice
- Craig Mottram (1980), atleet
- Sophie Turner (1980), model en actrice
- Vanessa Amorosi (1981), zangeres
- Louise Bawden (1981), volleybal- en beachvolleybalspeelster
- Eugene Galeković (1981), voetballer
- Patrick Kisnorbo (1981), voetballer
- Karen Kronemeyer (1981), squashspeelster
- Ljubo Milicevic (1981), voetballer
- Penny Taylor (1981), basketbalspeelster
- Pippa Black (1982), actrice
- Will Davison (1982), autocoureur
- Steven Hooker (1982), atleet en olympisch kampioen
- Lydia Lassila (1982), freestyleskiester
- Neil Robertson (1982), snookerspeler
- Liam Finn (1983), muzikant en singer-songwriter
- Russell Ford (1983), hockeyer
- Chris Hemsworth (1983), acteur
- Missy Higgins (1983), popzangeres, singer-songwriter en actrice
- Darren Lapthorne (1983), wielrenner
- Matthew Lloyd (1983), wielrenner
- Scott McDonald (1983), voetballer
- Holly Valance (1983), actrice en zangeres
- Andrew Bogut (1984), basketballer
- Jonathan Clarke (1984), wielrenner
- Trent Lowe (1984), wielrenner
- Avraam Papadopoulos (1984), Grieks voetballer
- Kelly Stubbins (1984), zwemster
- David Tanner (1984), wielrenner
- Chris Ciriello (1985), hockeyer
- Kim Crow (1985), roeister
- Felicity Galvez (1985), zwemster
- Chris Guccione (1985), tennisser
- Isabel Lucas (1985), actrice
- Stephanie McIntosh (1985), zangeres en actrice
- Christine Nesbitt (1985), Canadees schaatsster
- Danny Vukovic (1985), voetballer
- Simon Clarke (1986), wielrenner
- James Davison (1986), autocoureur
- Mitchell Docker (1986), wielrenner
- Rachel Goh (1986), zwemster
- Shane Perkins (1986), Russisch baanwielrenner
- Ruby Rose (1986), model, actrice, presentatrice en vj
- Anna Segal (1986), freestyleskiester
- James Sorensen (1986), acteur
- Shaun Evans (1987), voetbalscheidsrechter
- Ivan Franjić (1987), voetballer
- Vance Joy (1987), singer-songwriter
- Andrew Lauterstein (1987), zwemmer
- Abbey Lee (1987), actrice en model
- Damien Schumann (1987), beachvolleyballer
- Shelley Segal (1987), singer-songwriter
- Emily Browning (1988), actrice
- Robert Hurley (1988), zwemmer
- John Peers (1988), tennisspeler
- Tenille Dashwood (1989), worstelaarster
- Joshua Dunkley-Smith (1989), roeier
- Eliza Taylor (1989), actrice

## 1990–1999

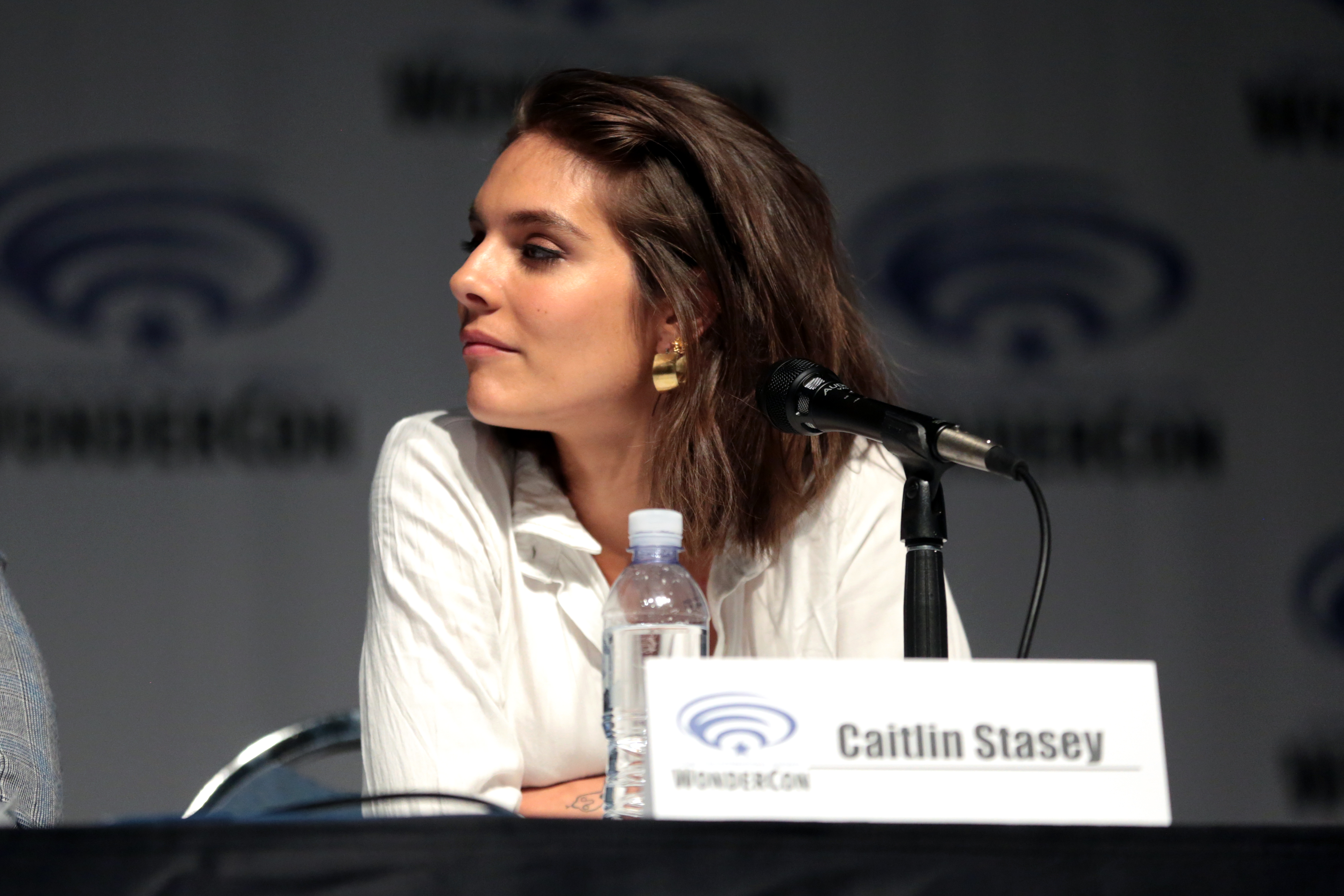
Actrice Caitlin Stasey (1990)

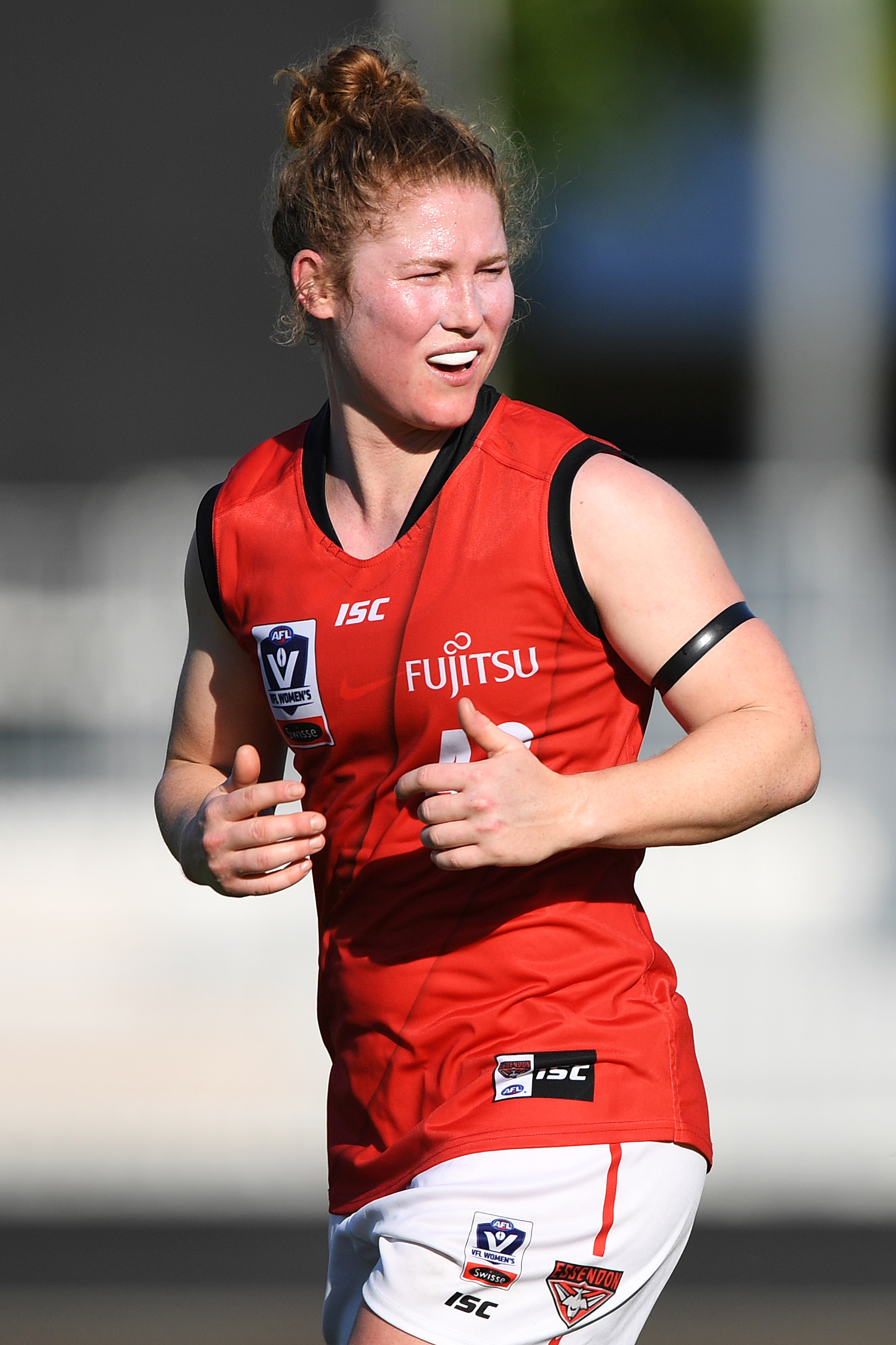
Hockeyster Georgia Nanscawen (1992)

- Dylan Alcott (1990), basketballer en rolstoeltennisspeler
- Aziz Behich (1990), voetballer
- Liam Hemsworth (1990), acteur
- Caitlin Stasey (1990), actrice
- Gabriella Cilmi (1991), zangeres
- Jason Davidson (1991), voetballer
- Daniel Greig (1991), langebaanschaatser
- Tessa James (1991), actrice
- Jesse Kerrison (1991), wielrenner
- Mathew Leckie (1991), voetballer
- Ella Newton (1991), actrice
- Sally Peers (1991), tennisspeelster
- Rosemary Popa (1991), roeister
- Olivia Rogowska (1991), tennisspeelster
- Kyrie Irving (1992), basketballer
- Andrew Nabbout (1992), voetballer
- Georgia Nanscawen (1992), hockeyster
- Charlie Vickers (1992), acteur
- Matthew Werkmeister (1992), acteur
- Bailey Wright (1992), voetballer
- Belle Brockhoff (1993), snowboardster
- Jackson Irvine (1993), voetballer
- Jamie Maclaren (1993), voetballer
- Calvin Watson (1993), wielrenner
- Steph Catley (1994), voetbalster
- Thomas Hodges (1994), volleyballer en beachvolleyballer
- Scotty James (1994), snowboarder
- Viktorija Rajicic (1994), tennisspeelster
- Laura Robson (1994), tennisspeelster
- Lewis Spears (1994), komiek
- James Connor (1995), schoonspringer
- Tash Sultana (1995), singer-songwriter en multi-instrumentalist
- Belinda Woolcock (1995), tennisspeelster
- Feliks Zemdegs (1995), speedcuber
- Rahart Adams (1996), acteur
- Mack Horton (1996), zwemmer
- Ajdin Hrustić (1996), voetballer
- Ben Simmons (1996), basketballer
- James Whelan (1996), wielrenner
- Kelland O'Brien (1998), wielrenner en baanwielrenner
- Anthony Trajkoski (1998), voetballer
- Jaimee Fourlis (1999), tennisspeelster

## Vanaf 2000
- Destanee Aiava (2000), tennisspeelster
- Tess Coady (2000), snowboarder
- Sarah Gigante (2000), wielrenster
- Lucas Plapp (2000), wielrenner en baanwielrenner
- Oscar Piastri (2001), autocoureur
- Jordan Bos (2002), voetballer
- Neve Bradbury (2002), wielrenster
- Tommy Smith (2002), autocoureur
- Alyssa Polites (2003), wielrenster